# Comendador Monteiro - Tronco e Ramagens
Comendador Monteiro - Tronco e Ramagens é um livro do autor Almino Monteiro Álvares Afonso, escrito em 2004, retratando um pouco da história e trajetória da família Monteiro em Humaitá-Amazonas.
Mostra a formação e estabelecimento intelectual da cidade no cenário amazonense, que crescerá rápido tomando dimensões importantes frente a sociedade local. Impulsionada pelo capital estrangeiro na época em que a hevea brasiliense, a seringueira que concedia o látex era valorizada. 
Funda-se em 1876 a primeira igreja católica na cidade em homenagem a Nossa Senhora Imaculada Conceição. O primeiro jornal da cidade é fundado em 1891 e chama-se, O Humaythaense, posteriormente surge o jornal, O Madeirense, daí no auge do ciclo da borracha.